# 道士リジィオ
『道士リジィオ』（どうしリジィオ）は、から刊行されている冴木忍のライトノベル作品である。イラストは鶴田謙二。富士見ファンタジア文庫（富士見書房）より1991年12月から1997年4月まで3巻が刊行されてから、角川mini文庫（角川書店）より1998年5月から1999年4月まで全2巻が刊行された後、富士見ファンタジア文庫から角川mini文庫版全2巻の内容を再録した4巻が1999年4月に刊行された。
なお、OVAが製作されていたが、諸事情によって発売中止となった（あとがきで何度か触れられている）。

## 主要登場人物
リジィオ
本作の主人公。「古代神人」の血を引く強力な道士で、母親譲りの並外れた美貌を持つ26歳の青年。しかしながらその長所をまったく生かすことができず、作中での不幸は数知れない。幼年期に同じ年代の遊び友達（男性）に愛を告白されたり、花街から誘いが来たりするなど20歳になるまで女に間違えられ続け、成人後は美男子面が気に喰わない、など因縁をつけられたりしている。また、無理に道士にさせられ、親の莫大な借金を肩代わりさせられて、借金取りから逃げ回りつつ少しでも金を稼ぐために世界各地を放浪するはめになる。本人は道士としての力も美貌も厄介事の種でしかないとして毛嫌いしており、必要に迫られない限り道士の力は使わず（そのため、しばしば行き倒れになる）、普段は髪と髭を伸ばして顔を隠している（しかし依頼人に強要されて嫌々散髪するのが毎度おなじみのパターンである）。
最近では古代神人の末裔と自称する選民思想に凝り固まった狂信者の集団「ナアカル」（リジィオは「馬鹿者集団」と呼び、軽蔑している）との揉め事も彼を悩ませている。
ファンや作者の間では「不幸の見本市」呼ばわりされる。また、（新刊が）忘れた頃に刊行される、ということから「オリンピック男｣との異名もある（しかし続編は途絶えて久しい）。
なお、「風の歌 星の道」のヒロイン達の先祖であるフィンレック初代国王との関係（特異な能力を持つ血筋、莫大な借金、同行していた借金取りの友人などの共通点がある）も噂されている。
リジィオは古代神人の中でも王家の血筋の証である「聖印」を額に持ち、これが現れると極めて強い力を発揮するが、同時に力がほとんど制御不能となる。彼は幼い頃に力の暴走で大惨事を引き起こしたことがあり、この記憶がトラウマとして道士の力を毛嫌いする原因のひとつとなっていた。そして師によってその力を封印されていたが、ナアカルとの揉め事が原因で封印が解けてしまい、苦悩する。しかし、ある事件（亡き師の導きによるもの）を契機に自分の力と折り合ってゆくことを決意する。
スティン
リジィオの幼馴染で借金取り。「リジィオの親父の借金を何が何でも取り立てろ」という親の遺言に従い、リジィオを追って世界を奔走する。幼少時代にリジィオを女の子だと勘違いして告白した人物。非常に執念深い性格でリジィオいわく「スティンに恨まれたら一生祟る｣「借金の取立てのためなら墓の中からでも這い出してくる」と言われるほど。しかしそれさえなければ（リジィオ以外の者に対しては）気立てのよい優しい人物である。シザリオンとコンビを組んで暴走し、いらぬ厄介事に首を突っ込んでは窮地に陥ることもしばしばで、その度にリジィオに後始末を押し付けている。しかし最近ではリジィオも慣れてきて、報酬を要求したり、命にかかわらない程度の厄介事であれば見捨てて逃げてしまうことも少なくない。
ソロ・バンと呼ばれる奇妙な計算器具をいつも携帯し、事あるごとに借金の利息を計算してリジィオを悩ませる。なお、最初は正しい使い方を知らなかったらしく、利息の計算を少なく間違えていた（リジィオは知っていて黙っていた）が、旅先で（リジィオの依頼人として）出会った天才少女に指摘されて再計算し、結果、リジィオの借金の額はさらに膨らむこととなった。
シザリオン
道士見習いの少女（リジィオは最初少年と思っていた）。ある事件でリジィオと知り合い、強引に弟子入りする。師であるリジィオに対し一応敬意は払っている様だが、むしろスティンと気が合い、彼と一緒になって能力や経験の不足を自覚せずに先走ることが度々で、リジィオの頭痛の種となっている。
ムスターファ
黒豹に変身する獣人。嫁探しの旅の途中で「ナアカル」絡みの厄介事に巻き込まれてリジィオと知り合い、旅の道連れとなる。獣人は古代神人に従属するよう定められている、とも言われるが、彼もリジィオもそんなことは全く気にしていない。スティンと妙に気が合う。笑い上戸。
アルーン
リジィオが生きている時代からおよそ200年前の道士の幽霊。極度の音痴。ある事件を解決したリジィオにより、天上界に行ったと思われていたが、リジィオの境遇を知り無理やり同行を申し出る。他人への憑依が可能。また、肝心な時にリジィオのそばにいない。
リジィオに付きまとっている彼だが、どうやら道士としての力や知識は相当なものだったらしく、結界を作って閉じ込めようとしても、元道士としてのアルーンには通用しない。こうなるとあとは力技に出るしかないのだが、リジィオが彼を無理やり浄化しようとすれば、当然ながらアルーンも抵抗するので、双方の力がぶつかり合い、結果、周囲に甚大な被害が出るほどの事態になる。更に何度かアルーンに助けられているせいか、リジィオは彼を疎ましく思いつつも強引な方法に出て無理やり浄化することはできないようだ。

## 世界観
主人公であるリジィオが依頼を受けたり各地を放浪する中の出来事を中心に描かれている。舞台は砂漠であったり森林であったり荒野であったり氷原であったり絶海の孤島であったりと、かなり広範囲を移動している様子であるが、地理や地勢に関する具体的な記述はあまり見られない。動植物相は現実世界とほとんど変わらないようである。文化程度は概ね中世から近世に相当し、機械文明はほとんど発達しておらず、産業革命以前のレベルである。また、魔法が存在するが、一般の生活に広く浸透している様子は見られない。
なお、中世的社会には珍しく識字率が高い。また、成人と認められるのは20歳以上であるらしい。
リジィオは「道士」だが、いわゆる「魔法」を使う職種はこの他にも「魔術師」「魔女」などが存在するようである。しかし魔法に関する描写は少なく、これらの差異も特に明らかにはされていない。
遥かな昔、強力な力を持った人類「古代神人」が世界を支配していたとされ、その遺跡が各地に残されている。中にはまだ機能しているものもあり、騒動を引き起こすこともある。また、その末裔とされる、あるいは自称する人間は少なくないが、その力はほとんど失われており、ごく一部の例外を除いて普通の人間と大差ない。古代神人の中でも最上位に位置する者は虹色の長い髪と瞳を持っていたとされる。

## 執筆形態
本作は短編の連作形式をとっており1巻当たり現在のところ5話掲載されている。そのうちの4話が主人公リジィオが依頼を受け解決する物語、1話がリジィオの出生に関する話となっている。
なお、1話の中に更に細かい物語が複数存在する話もある。

## 既刊一覧

### 富士見ファンタジア文庫版
- 冴木忍（著）・鶴田謙二（イラスト）、富士見書房〈富士見ファンタジア文庫〉、全4巻
  - 『道士リジィオ1 青の化石』、1991年12月5日発売[1]、ISBN 978-4829124130
  - 『道士リジィオ2 夢見る佳人』、1994年2月9日発売[2]、ISBN 978-4829125458
  - 『道士リジィオ3 煌の輪舞曲（）』、1997年4月18日発売[3]、ISBN 978-4829127360
  - 『道士リジィオ4 煌（）の静寂（）』、2000年12月20日発売[4]、ISBN 978-4829113097

### 角川mini文庫版
- 冴木忍（著）・鶴田謙二（イラスト）、角川書店〈角川mini文庫〉、全2巻
  - 『道士リジィオ 虹色の封印』、1998年5月23日発売[5]、ISBN 978-4047002432
  - 『道士リジィオ 久遠の微笑』、1999年4月23日発売[6]、ISBN 978-4047002715